# 讷伊莱韦克
讷伊莱韦克（法語：Neuilly-l'Évêque，法語發音：[nøji levɛk]）是法国上马恩省的一个市镇，属于朗格勒区。

## 地理
讷伊莱韦克（47°55'1"N, 5°26'26"E）面积23.76 平方千米，位于法国大東部大區上马恩省，该省份为法国东北部内陆省份，北起马恩省和默兹省，西接奥布省，西南接科多尔省，东南接上索恩省，东临孚日省。
与讷伊莱韦克接壤的市镇（或旧市镇、城区）包括：巴讷、博讷库尔、尚热、当皮埃尔、弗雷库尔、奥尔比尼欧蒙、奥尔比尼欧瓦勒、普瓦瑟勒。

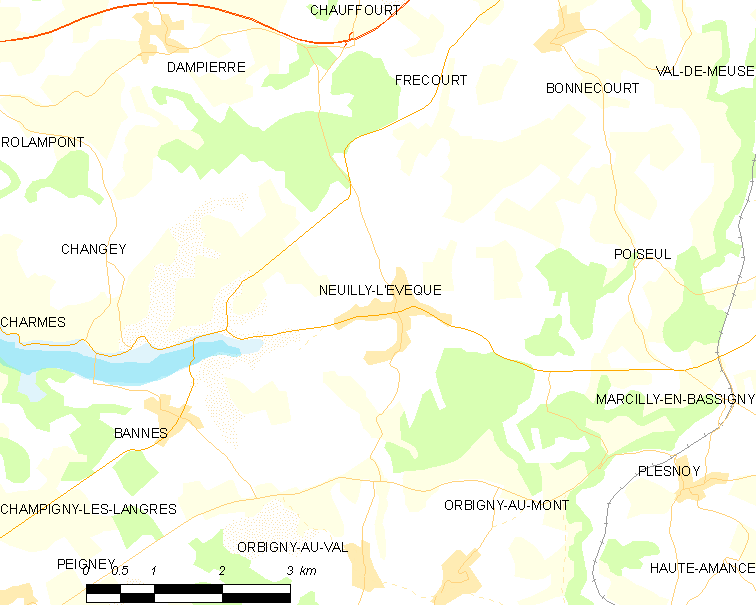
讷伊莱韦克的OSM定位图

讷伊莱韦克的时区为UTC+01:00、UTC+02:00（夏令时）。

## 行政
讷伊莱韦克的邮政编码为52360，INSEE市镇编码为52348。

## 政治
讷伊莱韦克所属的省级选区为诺让县。

## 人口

1962-2008年间讷伊莱韦克人口变化图示

讷伊莱韦克于2022年1月1日时的人口数量为591人。